# Sotvaxskivling
Sotvaxskivling (Hygrophorus camarophyllus) är en matsvamp som tillhör släktet skogsvaxingar (Hygrophorus). Svampen kallas också sotbrun vaxskivling. 
Den är Värmlands landskapssvamp.

## Beskrivning
Sotvaxskivlingen växer i mossig barrskog över hela Norden. Hatten är sotbrun till gråsvart och välvd, ofta med puckel med mörka radiära strimmor. Bredden på hatten är mellan 6 och 12 centimeter. Skivorna är glesa och vaxartade och till en början vita men blir senare vitgrå. Foten är vit upptill annars gråbrun, 6 till 12 centimeter hög och 1 till 2 decimeter i diameter. Köttet är vitt.
Smaken är mild och svampen passar bra i blandsvampsanrättningar.